# Schuldnerverzeichnis
Das Schuldnerverzeichnis ist nach § 882b ZPO ein am Zentralen Vollstreckungsgericht geführtes Register aller Schuldner. Die Eintragung wird vom Gerichtsvollzieher nach Maßgabe des § 882c ZPO, von der Vollstreckungsbehörde nach § 284 Abgabenordnung oder vom Insolvenzgericht nach § 26 Abs. 2, § 303a InsO angeordnet.

## Voraussetzungen
Voraussetzung ist bei Eintragungen im Rahmen der Zwangsvollstreckung (gleich, ob bürgerliche Zwangsvollstreckung oder Verwaltungsvollstreckung), dass einer der folgenden Fälle vorliegt:
- der Schuldner ist seiner Pflicht zur Abgabe des Vermögensverzeichnisses nicht nachgekommen
- der Schuldner ist nach dem Inhalt des abgegebenen Vermögensverzeichnisses einkommens- und vermögenslos und eine Vollstreckung verspricht aus diesem Grund keinen Erfolg
- der Schuldner hat nicht innerhalb eines Monats nach Abgabe des Vermögensverzeichnisses die Forderung des Gläubigers vollständig befriedigt und auch keine Ratenzahlungsvereinbarung nach § 802b ZPO abgeschlossen

Zu beachten ist, dass der Gerichtsvollzieher die Eintragung bei Vorliegen eines dieser Fälle als gebundene Entscheidung anordnen muss, der Vollstreckungsbehörde im Rahmen des Verwaltungsvollstreckung hingegen ein Ermessen eingeräumt wird, ob sie die Eintragung in das Schuldnerverzeichnis anordnet.
Das Insolvenzgericht ordnet die Eintragung in das Schuldnerverzeichnis an, wenn die Eröffnung des Insolvenzverfahrens mangels Masse abgewiesen wurde oder die Restschuldbefreiung versagt oder widerrufen wurde.

## Inhalt
Das Schuldnerverzeichnis enthält nach § 882b Abs. 2 und 3 ZPO:
- persönliche Daten des Schuldners: bei natürlichen Personen Name, Vorname (ggfs. Geburtsname), Geburtsdatum, Geburtsort, Wohnsitz, bei juristischen Personen die Firmenbezeichnung, Sitz und das Registerblatt im Handelsregister
- die Rechtsgrundlage der offenen Forderungen; Aktenzeichen und Gericht bei der bürgerlichen Zwangsvollstreckung, die Vollstreckungsbehörde bei der Verwaltungsvollstreckung
- das Datum der Eintragung und der Grund, weshalb die Eintragung erfolgt ist

## Verfahren
Der Gerichtsvollzieher ordnet die Eintragung in das Schuldnerverzeichnis mit kurzer Begründung an und stellt die Eintragungsanordnung dem Schuldner schriftlich zu oder übergibt die Erklärung mündlich zu Protokoll. Ist eine ladungsfähige Anschrift des Schuldners nicht bekannt, stellt der Gerichtsvollzieher die Eintragungsanordnung öffentlich zu; eine Anordnung des Vollstreckungsgerichts ist hierfür nicht erforderlich. (§ 882c Abs. 2 ZPO)
Gegen die Eintragungsanordnung ist der Widerspruch statthaft. Der Widerspruch muss binnen zwei Wochen ab Bekanntgabe beim Vollstreckungsgericht eingelegt werden (§ 882d Abs. 1 Satz 1 ZPO); der Schuldner ist über die Frist zu belehren. (§ 882d Abs. 3 Satz 1 ZPO) Nach herrschender Rechtsprechung führt ein Verstoß gegen die Belehrungspflicht ähnlich wie im Verwaltungsprozessrecht zur Verlängerung der Frist auf ein Jahr.
Der Widerspruch entfaltet keine aufschiebende Wirkung; nach Ablauf der zweiwöchigen Frist übermittelt der Gerichtsvollzieher die Eintragungsanordnung an das zuständige Zentrale Vollstreckungsgericht, das die Eintragung sodann vornimmt. (§ 882d Abs. 1 Sätze 2 bis 4 ZPO) Das zuständige Vollstreckungsgericht kann die Eintragungsanordnung auf Antrag des Schuldners einstweilig aussetzen. (§ 882d Abs. 2 ZPO)

## Auskünfte
Das Schuldnerverzeichnis ist öffentlich. Aus ihm kann nach § 882f ZPO jeder Auskunft verlangen, der darlegt, dass er die Auskunft für einen der in § 882f ZPO geregelten erlaubten Zwecke benötigt. Danach ist die Auskunft möglich:
- für Zwecke der Zwangsvollstreckung,
- um gesetzliche Pflichten zur Prüfung der wirtschaftlichen Zuverlässigkeit zu erfüllen,
- um Voraussetzungen für die Gewährung von öffentlichen Leistungen zu prüfen,
- um wirtschaftliche Nachteile abzuwenden, die daraus entstehen können, dass Schuldner ihren Zahlungsverpflichtungen nicht nachkommen,
- zur Verfolgung von Straftaten ("für Zwecke der Strafverfolgung und der Strafvollstreckung")
- zur Auskunft über ihn selbst betreffende Eintragungen.

Die Eintragung im Schuldnerverzeichnis gilt als gelöscht (und wird bei der Auskunft nicht mehr mitgeteilt), wenn seit der Abgabe der eidesstattlichen Versicherung oder der Anordnung der Haft drei Jahre verstrichen sind (§ 882 e Abs. 1 ZPO). Sie wird nach § 882e Abs. 3 ZPO vorzeitig gelöscht, wenn die Befriedigung des Gläubigers, der die eidesstattliche Versicherung erzwungen hat, nachgewiesen oder der Wegfall des Eintragungsgrundes bekannt geworden ist (zum Beispiel bei Aufhebung des Vollstreckungstitels).

## Folgen
Wer nach Abgabe der Offenbarungsversicherung bzw. Eintragung in die Schuldnerkartei erneut Kredit- und Ratenzahlungsverträge abschließt, muss mit Strafanzeigen wegen Betrugs rechnen, wenn er die Bezahlung schuldig bleibt. Denn der Schuldner hat durch den Vertragsabschluss dem Gläubiger Zahlungsfähigkeit und Kreditwürdigkeit vorgetäuscht.

## Abgrenzung
Das Schuldnerverzeichnis ist nicht mit verschiedenen privatwirtschaftlichen Diensten zu verwechseln. Dazu gehören das Schuldnerverzeichnis.de der Deutschen Inkassostelle GmbH (DIS), das mittlerweile eingestellt wurde, die Schufa (Schufa Holding AG) und andere. Diese greifen teilweise auf die Informationen der Amtsgerichte zurück.